# Harry Sacksioni

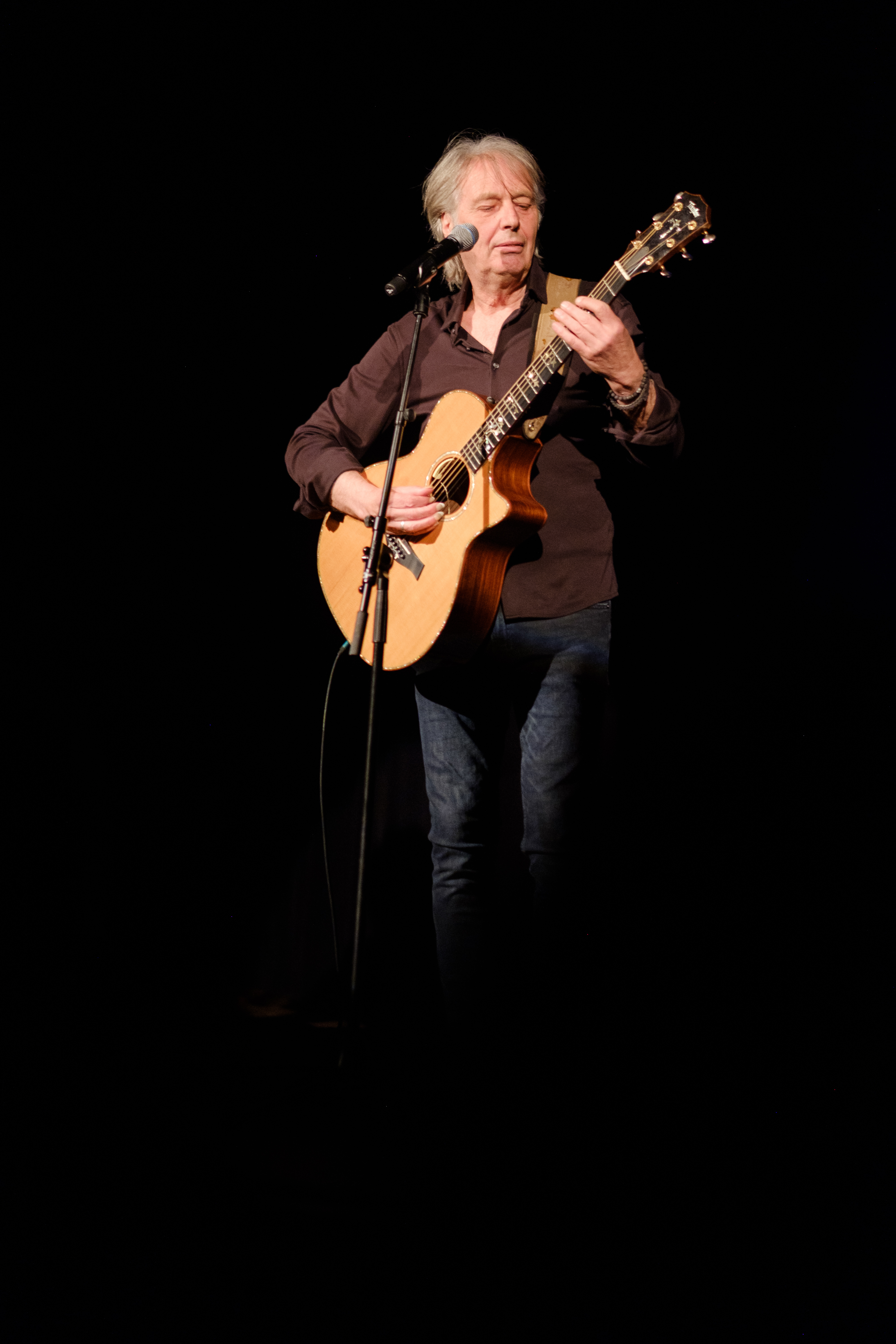
Harry Sacksioni

Harry Sacksioni (* 23. Oktober 1950 in Amsterdam) ist ein niederländischer Gitarrist und Komponist.

## Biografie und Wirken
Harry Sacksioni wurde als Sohn des gleichnamigen Fußballspielers Harry Sacksioni Sr. (1921–2018) und dessen Frau Rie van Etteger in Amsterdam geboren. Nachdem Sacksioni ursprünglich ebenfalls eine Fußballkarriere angestrebt und sich erfolglos bei Ajax Amsterdam beworben hatte, entschied er sich auf Anraten seines Fußballtrainers Rinus Michels mit 17 Jahren, sich beruflich als Musiker zu versuchen und jobbte zunächst als Aushilfsgitarrist bei verschiedenen Bands. 1969 kam er zufällig mit Herman van Veen in Kontakt und wurde sein Begleitmusiker.
Den Höhepunkt seines Erfolgs erreichte Sacksioni in den 1970er-Jahren. Auf Wunsch Erik van der Wurffs spielte Sacksioni auch eigene Soloalben ein. Zu seinen bekanntesten Werken gehören Meta Sequoia, Vensters, Elixer oder Thee bij tante Josephine. In Deutschland wurde er als Begleitmusiker van Veens bekannt, mit dem Sacksioni in den frühen 1970er Jahren zahlreiche Schallplatten aufnahm und den er auch auf der Bühne begleitete. Auch war er mit der Gitarrenband The Five Great Guitars (u. a. mit Jan Akkerman,  Jan Kuiper und Eric Vaarzon Morel) unterwegs.
1982 beendete Sacksioni seine Zusammenarbeit mit Herman van Veen, da er sich fortan mit eigenen Musikprojekten beschäftigten wollte und die Zusammenarbeit mit Herman van Veen dauerhaft als nicht vereinbar mit seinen eigenen Projekten empfand.
Ab 2005 war er wieder gelegentlich als Gastmusiker mit van Veen in den Niederlanden sowie in Deutschland, Österreich und der Schweiz auf Tournee.
Sacksioni war ferner in den 1970er-Jahren auch als Komponist für Filme und Fernsehserien tätig, insbesondere jene von und mit Herman van Veen, etwa für 21 van een kwartje (1975) und Die seltsamen Abenteuer des Herman van Veen (1977). In letzterer Serie wirkte Sacksioni auch als Schauspieler mit.
Sacksioni legt Wert darauf, dass seine Musik nicht kommerziell sei; seine Werke erscheinen ausschließlich auf einem Independent-Label. Auf diesem Wege protestiert er gegen die hohen Preise der Audio-CD.
Sacksioni verwendet bei seinen Aufnahmen und auf der Bühne unterschiedliche Gitarren. Speziell für ihn wurde eine zweihalsige Gitarre (ein Zusammenbau einer akustischen und einer E-Gitarre) angefertigt.
Harry Sacksioni ist mit Nancy de Roever verheiratet und hat zwei Kinder. Seit den 1980er Jahren lebt er in Lienden.

## Diskografie

### Alben
- Harry Sacksioni: gitaar (1975)
- Vensters (1976)
- Om de hoek (1978)
- Amsterdam (1978)
- Het dubbelleven van Holle Vijnman (1980)
- Das Doppelleben von Holle Feinmann (1980)
- Live in Amsterdam (1980)
- Strikt persoonlijk (1981)
- Ganz persönlich (1981)
- Gitaren (1982)
- Music for the Millions: Harry Sacksioni (1983)
- Nachtjournaal (1984)
- Spätnachrichten (1984)
- Amice (1985)
- Music for the Millions: Harry Sacksioni - Amice (1985)
- Optima Forma - live (1987)
- Harry Sacksioni (1987)
- Romantic Gala (1988)
- Intimate Strangers (1990)
- Who’s Pulling the Strings (1993)
- The Collection (1995)
- Who’s Pulling the Strings / Intimate Strangers (1995, 2CD)
- Optima Forma - live (1996, Neuausgabe)
- Piste (1998)
- Oorsprong (1998)
- Oorsprong (2001, Neuausgabe)
- 3 Originals - Harry Sacksioni (2001)
- Helden - Live (2001)
- The Five Great Guitars - Live (2003)
- CITY! - Live in Concert (2006)
- Tijdgeest (2009)
- Adrenaline (2010)

### Singles
- Het dubbelleven van Holle Vijnman / Prikklok 07.45 uur (1979)
- Herman van Veen, Erik van der Wurff & Harry Sacksioni (1981)
- Suikerspin / Marco Polo (1981)
- Nachtjournaal / Escapade (1984)
- Je moet eerst vliegen / De telganger (1985)
- Paddentrek / Yeti (1987)
- Alter Ego / Bath Blues (1990)
- Fuerteventura / Arena (1994)
- The Killy Killy Song (1994)
- Jessica / Masai Mara (1994)
- Meta Sequoia / Axel F.: Toerist (1998)
- De paddentrek (2008)